# Characaj
Characaj (ros. Харацай) – wieś w Rosji, w Buriacji, w rejonie zakamieńskim. W 2010 liczyła 390 mieszkańców.